# Velká bouře (1703)

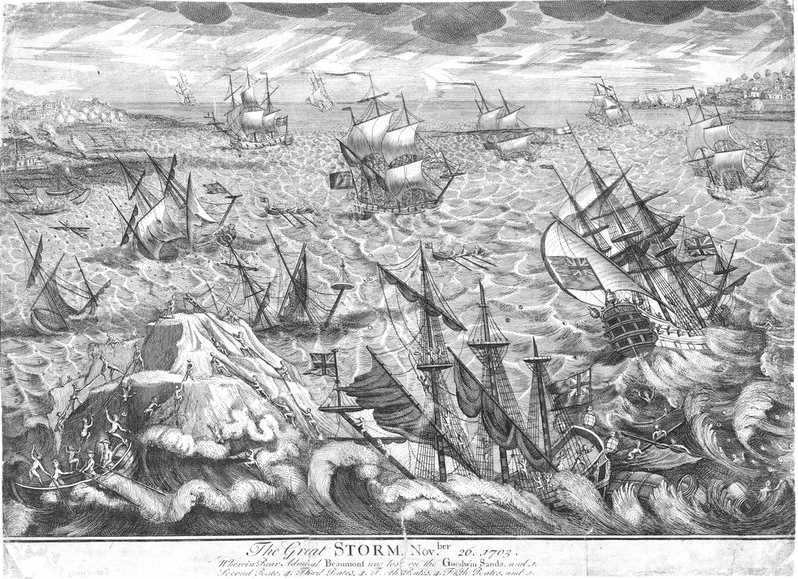
Rytina bouře ukazující potopení několika lodí královského námořnictva.

Velká bouře z roku 1703 (Great Storm of 1703) byla ničivým extratropickým (mimotropickým) cyklónem, který začátkem prosince 1703 (koncem listopadu 1703 podle juliánského kalendáře) zasáhl severozápadní a severní část Evropy. Jednalo se zhruba o pás od jižního Irska, přes Anglii, severní Francii, Nizozemí, Dánsko, jižní Švédsko a severní Německo.

## Charakter
Vznik tohoto hurikánu byl spojen s oblastí hluboké tlakové níže (cyklónou) o nejnižším tlaku cca 950 milibarů. Podle jedné z možností cyklón zasáhl předtím východní pobřeží Severní Ameriky, nicméně se nerozpadl, jak je obvyklé, a nezvykle doputoval až do Evropy. Vznik mohl souviset také s chladným počasím posledních dekád 17. století, s vrcholící malou dobou ledovou. Nejsilněji udeřil v noci ze 7. na 8. prosince (26./27. listopadu). Rychlost větru dosahovala při zemském povrchu 140 až 155 km/h a v nárazech zřejmě až okolo 270 km/h.

## Důsledky v Anglii
Největší škody byl napáchány ve střední a jižní Anglii a v přilehlých vodách. Nejdetailnější zprávy o katastrofě pochází rovněž z Anglie. Cyklón strhl v Londýně přes 2 000 komínů, v lese New Forest vyvrátil asi 4 000 dubů. Podle Daniela Defoea (The Storm) došlo ke zničení více než 400 mlýnů (ty se někdy roztočily tak rychle, že třením vzplály). Lodě cyklón odnesl stovky kilometrů mimo kurz a přes 1 000 námořníků zahynulo pouze na Goodwin Sands. Celkem zemřela asi pětina všech námořníků anglické královské flotily. Celkový počet mrtvých dosáhl 8 000 až 15 000. Noviny a pamflety informující o ztrátách na životech a materiálních škodách se prodávaly po celé Anglii, což byla tehdy novinka. Britská královna Anna bouři popsala jako „kalamitu tak děsivou a udivující, že žádná žijící osoba v našem království podobnou neviděla a nezažila.“ Anglikánská církev prohlásila, že bouře byla Boží pomsta za národní hříchy. Daniel Defoe si myslel, že bouře byla trest Prozřetelnosti za chabý výkon anglické flotily ve válce o španělské dědictví. 